# A Record of Sweet Murder
A Record of Sweet Murder (ある優しき殺人者の記録?) es una película de suspenso dirigida por Kōji Shiraishi y coproducida entre Japón y Corea del sur. Se estrenó el 6 de septiembre de 2014 en Japón y el 11 de septiembre en Corea del Sur.

## Reparto
- Yeon Je-wook como Park Sang-joon.
- Kim Kkot-bi como Kim So-yeon.
- Tsukasa Aoi como Tsukasa.
- Ryotaro Yonemura
- Park Jeong-yoon como Go Yoon-jin.
- Yeo Min-jeong
- Kōji Shiraishi como Tashiro, camarógrafo.